# Restiosporium apodasmiae
Restiosporium apodasmiae är en svampart som beskrevs av Vánky 2006. Restiosporium apodasmiae ingår i släktet Restiosporium och familjen Websdaneaceae.   Inga underarter finns listade i Catalogue of Life.